# Ogni donna ha il suo fascino
Ogni donna ha il suo fascino (Do You Love Me) è un film statunitense del 1946 diretto da Gregory Ratoff.